# Rédacteur technique
Le rédacteur technique a pour fonction la rédaction et la production de documents techniques ou spécialisés, notamment la documentation de logiciels (dont les aides en lignes, manuels d'installation, configuration, maintenance), des spécifications et standards, des formations, et plus généralement tout document nécessitant une approche professionnelle pour sa création.
Le rédacteur technique est un spécialiste de la rédaction et de la conception des documents. Même s'il n'est pas nécessaire d'être un spécialiste du domaine de connaissance concerné par le document à produire, certaines compétences fondamentales sont nécessaires et doivent être acquises rapidement. Le rédacteur technique peut donc se spécialiser dans un domaine : Télécom, Ferroviaire, Pharmaceutique.
Au titre des compétences, on relèvera principalement la maîtrise de la langue de rédaction, car le document technique derrière lequel apparaît une terminologie souvent complexe s'adresse généralement à de futurs utilisateurs du produit. Les autres compétences comprennent, entre autres, les bases de la conception et de la diffusion de l'information technique, les mécanismes d'accessibilité des contenus sur les différents supports : web, mobile et imprimé. 
La première caractéristique du document technique est sa lisibilité. Mais aussi la modélisation orientée tâche permettant de structurer l'utilisation d'un système complexe suivant une arborescence de procédures.
Le document technique n'est pas improvisé mais suit un protocole particulier qui varie en fonction du document. Par exemple, la norme ISO/IEC 82079 a été développée à cet effet et présente en détail les exigences relatives à la rédaction. D'autres normes industrielles s'appliquent également à la communication technique des produits, par exemple, la Directive Machine européenne, ou encore les exigences de lisibilité des notices de médicaments. 
La deuxième caractéristique du document technique est donc sa conformité aux règles de la communication technique.
Le document technique donne lieu à une vaste diffusion et traite de produits dont certains peuvent présenter un certain risque pour l'utilisateur. À cet effet, la connaissance du public cible, l'exactitude des procédures, la maîtrise de la langue et le respect des concepts techniques constituent les conditions indispensables pour la qualité fonctionnelle et l'efficacité de l'information. 
Les types de documents ne varient pas seulement en fonction du domaine spécialisé, mais également en fonction du destinataire. La description d'un médicament ne sera pas la même si elle s'adresse au grand public ou à des médecins spécialistes, le rédacteur technique devra donc faire le tri entre les différentes approches d'un domaine et des différences de terminologie qui en découlent, les ingénieurs n'ayant pas la même approche, par exemple, que les services marketing.
Au-delà de la création lui-même des contenus, le rédacteur technique doit connaitre les conditions de diffusion de la communication technique sur les différents supports. En ce sens, il peut prendre en charge la vérification des besoins des utilisateurs des produits : conditions, support de diffusion, moment de prise de connaissance, etc. Le rédacteur est donc le prescripteur des choix de création et diffusion de l'information technique.  
Il doit aussi procéder à l'établissement et la révision des processus qualité nécessaires à la création de l'information selon les exigences internes et externes de qualité techniques, linguistiques, matériels et fonctionnels.
Le rédacteur technique peut être amené à mettre en œuvre des techniques d'architecture d'information (AI) et d'expérience utilisateurs (UX) pour vérifier les besoins en information technique des utilisateurs finaux. Accessoirement, le rédacteur peut tenir conseil sur l'enregistrement et l'archivage des documents techniques internes.
Les formations menant au métier de rédacteur technique relèvent des industries de la langue[Quoi ?] pour la plupart, bien que certaines formations en Europe se greffent sur des formations techniques (Irlande, Allemagne, entre autres). Le cadre de travail établi par la Tekom dans le cadre du projet Erasmus+ couvre les besoins de formations des différents profils.
Les intervenants de la rédaction technique sont divers. On trouve différentes associations telles que le STC (Society for Technical Communication, basée aux USA) ou la CRT (Conseil des Rédacteurs Techniques, France) ou encore Tekom (basé en Allemagne, groupant rédaction et traduction). Ils participent à la diffusion de la renommée du métier.
On trouve aussi des communautés sur Internet, telle que la Communauté du communicateur technique.
À noter : le rédacteur technique est parfois appelé communicateur technique, développeur d'information, et parfois concepteur rédacteur mais ne doit pas être confondu avec le professionnel de la publicité.